# Malayaleyrodes lumpurensis
Malayaleyrodes lumpurensis là một loài côn trùng cánh nửa trong họ Aleyrodidae, phân họ Aleyrodinae.
Malayaleyrodes lumpurensis được Corbett miêu tả khoa học đầu tiên năm 1935.